# 제이크 버그
제이크 에드윈 찰스 케네디(Jake Edwin Charles Kennedy)라는 본명으로 1994년 2월 28일에 노팅엄에서 태어난 제이크 버그(Jake Bugg)는 영국의 음악가, 가수, 싱어송라이터이다. 이아인 아처와의 공동 작업을 통해, 자신과 동명인 음반 《Jake Bugg》을 2012년 발매했고, 영국 음반 차트의 정상까지 오른다. 두 번째 음반 《Shangri La》은 2013년 11월에 발매했다. 그리고 자신이 주로 프로듀싱한 세 번째 음반 《On My One》을 2016년 6월에 발매했다. 그는 돈 맥클린, 오아시스, 도노반, 밥 딜런, 비틀즈, 지미 헨드릭스 그리고 에벌리 브라더스에게 영향을 받았다. 또한, 2014년 앱솔루트 라디오와 가진 인터뷰에서, 기타에 손을 대기 시작한 12살 때, 미국의 헤비 메탈 밴드 메탈리카에 큰 영향을 받았다고 말했다.
제이크 버그의 2012년 싱글 〈Trouble Town〉은 BBC의 TV 시리즈 《해피 밸리》의 테마곡이 되었다.

## 어린 시절
제이크 버그는 노팅엄에서 음악적인 부모 아래에서 태어났다. 성이 'Bugg'인 아버지는 간호사로 일했고, 어머니는 판매원으로 일했다. 이전에는 둘 모두 음반을 제작하는 일을 했다. 부모는 버그가 어릴 때 이혼했다. 버그는 어머니를 따라 노팅엄의 클리프턴에 위치한 공영 주택에서 자랐고, 삼촌 마크가 악기를 소개해 주어 12살 때부터 기타를 치기 시작했다. 판버러 공과 대학을 다녔다. 또한 심슨의 에피소드 〈Scuse Me While I Miss the Sky〉에 나온 돈 매클레인의 곡 〈Vincent (Starry, Starry Night)〉을 듣고 음악에 빠진다. 음악관련 기술 과정을 등록했으나, 16살에 학교를 자퇴했다. 그 뒤 자신의 곡을 쓰고, 공연하는 데에 열중했다.

## 경력

### 2011: 시작
버그는 웹사이트에 자료를 제출하고 BBC에게 선택되어, 2011년 글래스톤베리 페스티벌의 "BBC Introducing" 무대에 설 수 있었고, 이 덕분에 머큐리 레코드사와 계약을 맺었다. 그의 노래 〈Country Song〉은 다양한 BBC 라디오로 소개되었고, 그린 킹의 TV 맥주 광고에서도 사용되었다.

### 2012년: 《Jake Bugg》
2012년 5월 22일, 제이크 버그는 BBC 음악 프로인 Later... with Jools Holland에 나왔으며. 2012년 10월 1일에는 BBC 라디오6의 음악 프로 Live at Maida Vale에서 공연했다. 제이크 버그의 데뷔앨범은 2012년 10월 15일에 발매되었다.
잡지 Clash는 "복고풍의 포크와 맹렬한 현대의 락 리프가 녹아들어있는 성숙한 재능을 가지고있다"며 제이크와 그의 데뷔에 대해 크게 호평했다.

10월 21일에는 "Two Fingers" 가 UK 싱글차트 33위에 올랐다.

## 디스코그라피

### 앨범
| 타이틀    | 앨범 정보                                                                          | 차트 순위 | 차트 순위 | 차트 순위 | 차트 순위 |
| 타이틀    | 앨범 정보                                                                          | UK        | BEL (Vl)  | IRE       | NL        |
| --------- | ---------------------------------------------------------------------------------- | --------- | --------- | --------- | --------- |
| Jake Bugg | - 발매일: 2012년 10월 15일 - 레이블: 머큐리 레코드 - 포맷: CD, LP, 디지털 다운로드 | 1         | 164       | 10        | 22        |

### 싱글
| 년도 | 싱글             | 차트 순위 | 차트 순위 | 차트 순위 | 앨범      |
| 년도 | 싱글             | UK        | NL        | NL        | 앨범      |
| ---- | ---------------- | --------- | --------- | --------- | --------- |
| 2012 | "Trouble Town"   | —         | 67        | —         | Jake Bugg |
| 2012 | "Country Song"   | 100       | —         | —         | Jake Bugg |
| 2012 | "Lightning Bolt" | 88        | —         | 35        | Jake Bugg |
| 2012 | "Taste It"       | 90        | —         | —         | Jake Bugg |
| 2012 | "Two Fingers"    | 33        | 45        | —         | Jake Bugg |